# Долішній Шепіт
До́лішній Ше́піт — село у Берегометській селищній громаді Вижницького району Чернівецької області України.

## Географія
У селі річки Бурсуки, Ластун зливаються і утворюють витік річки Серет. Річки Звараш і Петровець впадають у річку Бурсуки.
Це єдине в Українських Карпатах село, безпосередньо з якого ведуть шляхи на п'ять поблизьких перевалів — Шурдин, Садів, Чимирнар, Фальків та Мочерка.
Неподалік від села розташовані пам'ятки природи: «Лісничка», «Чемернарський Гук» і «Чемернарський Нижній Гук», а також ентомологічний заказник «Чарівне крильце». На південний схід від села —  заповідне урочище «Чемернарське».

## Історія
З 24 серпня 1991 року село входить до складу незалежної України.
У 2020 році шляхом об'єднання сільських рад, село увійшло до складу Берегометської селищної громади.

## Економіка
- Кооператив «Шепітчанка» з переробки ягід і грибів.[1]

## Населення
Згідно з переписом УРСР 1989 року чисельність наявного населення села становила 1354 особи, з яких 639 чоловіків та 715 жінок.
За переписом населення України 2001 року в селі мешкало 1289 осіб.

### Мова
Розподіл населення за рідною мовою за даними перепису 2001 року:
| Мова       | Кількість | Відсоток |
| ---------- | --------- | -------- |
| українська | 1289      | 98.85%   |
| російська  | 10        | 0.77%    |
| румунська  | 2         | 0.15%    |
| білоруська | 2         | 0.15%    |
| польська   | 1         | 0.08%    |
| Усього     | 1304      | 100%     |